# Finnveden

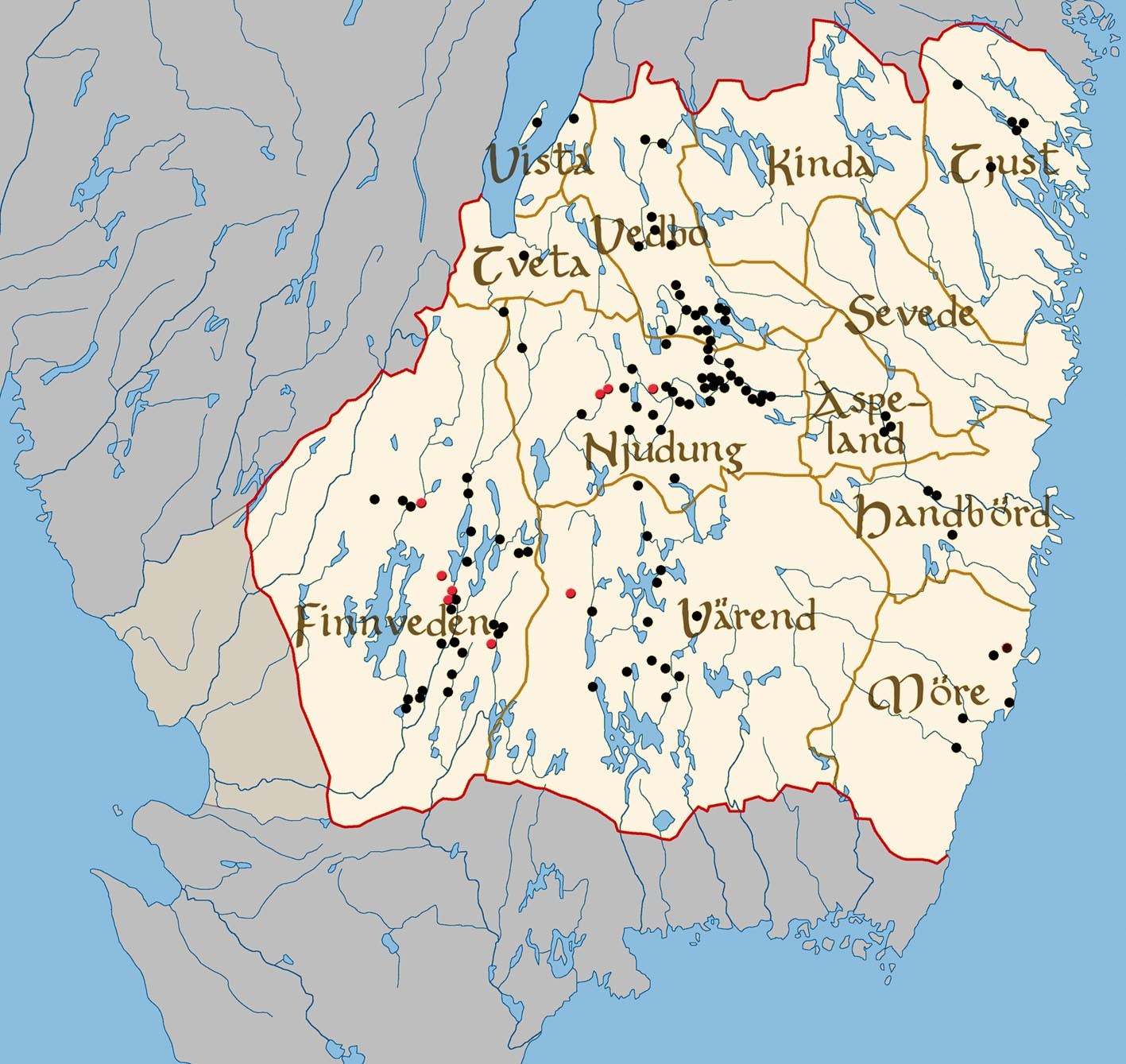
De olika bygderna i vikingatidens Småland. Röda och svarta punkter anger landskapets runstenar. Röda punkter visar på runstenar med texter om långväga färder.

Finnveden är den vikinga- och medeltida benämningen på ett av de ursprungliga, historiska "små landen" som kom att bilda Småland, nämligen den västligaste delen av Småland. Det omfattade de tre häraderna Sunnerbo, Västbo och Östbo (som låg söder, väster och öster om sjön Bolmen). Ett viktigt centrum var den stora ön Bolmsö. De tre häraderna ligger i dagens Jönköpings, Kronobergs och Hallands län.
Finnveden utgjorde ett viktigt gränsland mellan Sverige och Danmark fram tills Skånelandskapen blev svenska 1658, och det finns gott om historiska källor som nämner hur plundringar och krigståg var på marsch genom landskapet. År 1632 öppnades Sveriges andra poststation i Markaryd nära riksgränsen, vilket visar vilket centralt förhållande trakten hade som utpost i det dåvarande svenska riket.
Finnveden har utmärkt sig genom historien som en mer välmående bygd, där bönder och torpare hade fler utkomster än i andra delar av landskapet. Anslutningen till Dackes uppror mot Gustav Vasa var dessutom mycket lägre i Finnveden än i övriga Småland.
Ikea i Älmhult är ett företag som kommer ur den företagskultur som historiskt varit utmärkande för Finnveden, som idag är känd som Gnosjöandan.

## Dagens Finnveden
Begreppet "Finnveden" omfattar idag västligaste delarna av Kronobergs län, sydvästra delen av Jönköpings län och en bit av sydöstra Hallands län. Större delen av detta område har en för södra Sverige låg befolkningstäthet. 

### Kommuner
- Gislaveds kommun (del av)
- Gnosjö kommun (del av)
- Hylte kommun (del av)
- Ljungby kommun
- Markaryds kommun
- Vaggeryds kommun (del av)
- Värnamo kommun (del av)
- Älmhults kommun (del av)

## Ortnamnet
Förleden som är ordet finn(e) syftar antingen på folkslaget finnar eller på 'kringströvande jägare och fiskare'. Efterleden är troligen ed(e) "väg", syftande på Lagastigen, men det kan också vara "hed" i betydelsen skogsområde. Ytterligare en teori är en kombination av eden på heden, alltså med betydelsen genvägen över heden. Den äldsta kända skriften om Finnveden är författad av den gotiske historikern Jordanes, som i sitt verk De origine actibusque Getarum (Om goternas ursprung och bedrifter) från år 551 berättar om finnaithae, en av stammarna i Skandinavien. Detta är tillika det första kända omnämnandet av småländska folk. Förutom "finnaithae" omnämns också "theustes" som möjligen kan syfta på invånarna i Tjust. Adam av Bremen omtalar "finnvedingar" (Finnidi degunt) som en av flera "svenska folk" (sueonum populi). Enligt honom hade inte "finnvedingarna" konverterat till kristendomen på 1070-talet. 
Vad finnaithae förmodligen åsyftar i det sammanhanget, är de stora obebodda skogs- och myrmarker med kringströvande enstaka nomader, som fanns inom hela området. På de vikingatida Smålands runinskrifter 52, Smålands runinskrifter 35 och Upplands runinskrifter 130 omnämns Finnveden: Finnheiði. Vår nutida version Finnveden beror på att hed (ed) felaktigt associerats till ved, ett fornsvenskt ord för skog.

## Krigståget 1153–54
Ett krigståg mot drog igenom Finnveden ägde rum vintern 1153–54. Det var den danske kungen Sven Grate som skulle hämnas ett illdåd som den svenske prins Hans gjort sig skyldig till. Den svenske prinsen hade rövat bort hustrun och svägerskan till den danske ståthållaren i Halmstad och skändat dem. Krigståget gick genom Finnveden. Befolkning lovade i utbyte mot att slippa plundring förse den danska hären med förnödenheter. Däremot ville befolkningen i Värend göra motstånd, och Värend blev därför utsatt för härjningar. Detta försvagade den danske kungens angrepp och den svenske kungen Sverker den äldre kunde vända konflikten till sin fördel och sätta sin styvson, den danske tronpredenten Knut på den danska tronen år 1154. En del av den danska hären återvände hem genom Finnveden och blev där, enligt sägnen, innebrända i en stor lada av lokalbefolkningen.

## Borgar i Finnveden
- Piksborg
- Skagaholm
- Toftaholm
- Trollaborg

## Runstenar som omnämner Finnveden
- Forshedastenen
- Replösastenen
- Norahällen